# Aero Car Engineering
Die Aero Car Engineering Company Ltd. war ein britischer Automobil-Hersteller in Upper Clapton bei London. Der Markenname lautete je nach Quelle Aerocar oder Aero Car. Eine Anzeige des Unternehmens verwendet die Schreibweise AEROCAR ohne Leerstelle. Im Angebot stand ein Cyclecar.
Zwischen 1919 und 1920 stellten sie ein Fahrzeug mit Zweizylinder-Boxermotor mit 5/7 hp (5,14 kW), her. Der Motor kam von Blackburne und das Getriebe von Sturmey-Archer. Der Aufbau besaß einen „Bullnose“-Kühler und ein spitz zulaufendes Heck.